# Miláček (film, 2012)
Miláček (v originále Bel Ami) je historické drama, další z řady filmových adaptací stejnojmenného klasického románu francouzského autora Guy de Maupassanta z roku 1885. Natočen byl v britské, francouzské a italské koprodukci podle scénáře Rachel Bennette. Film režírovali Declan Donnellan a Nick Ormerod.
Film měl premiéru 17. února 2012 na 62. Berlinale a do kin byl uveden 8. června téhož roku distribuční společností Magnolia Pictures.

## Obsazení
| Robert Pattinson     | Georges Duroy          |
| Uma Thurman          | Madeleine Forestierová |
| Kristin Scott Thomas | Virginie Roussetová    |
| Christina Ricci      | Clotilde de Marelle    |
| Colm Meaney          | Monsieur Rousset       |
| Holliday Grainger    | Suzanne                |